# جوناثان فريد
جوناثان فريد (بالإنجليزية: Jonathan Frid)‏ ممثل كندي (ولد يوم 2 ديسمبر من العام 1924) اشتهر في هوليوود بلعب دور مصاص الدماء برنابا كولينز في مسلسل ظلال داكنة.

## روابط خارجية
- جوناثان فريد على موقع IMDb (الإنجليزية)
- جوناثان فريد على موقع ألو سيني (الفرنسية)
- جوناثان فريد على موقع تيرنر كلاسيك موفيز (الإنجليزية)
- جوناثان فريد على موقع أول موفي (الإنجليزية)
- جوناثان فريد على موقع قاعدة بيانات برودواي على الإنترنت (الإنجليزية)
- جوناثان فريد على موقع إن إن دي بي (الإنجليزية)
- جوناثان فريد على موقع قاعدة بيانات الفيلم (الإنجليزية)
- جوناثان فريد على موقع كينوبويسك (الروسية)